# Lafox
 Lafox  là một xã thuộc tỉnh Lot-et-Garonne trong vùng Nouvelle-Aquitaine phía tây nam nước Pháp. Xã này nằm ở khu vực có độ cao trung bình 53 mét trên mực nước biển.
Thị trấn nằm ở thung lũng Garonne bên tuyến đường N113 nối Bordeaux và Toulouse, về phía đông Agen. 
Sông Séoune tạo phần lớn ranh giới đông bắc thị trấn.